# Euphrosyne d'Alexandrie
Euphrosine d'Alexandrie (en grec ancien : Ἁγία Εὐφροσύνη ; fl. Ve siècle) est une femme qui adopta une tenue d'homme pour vivre dans un monastère masculin comme un ascète. Elle est reconnue sainte par l'Église catholique et l'Église orthodoxe. La vie de sainte Marine la Déguisée possède des similitudes avec sa vie.

## Biographie

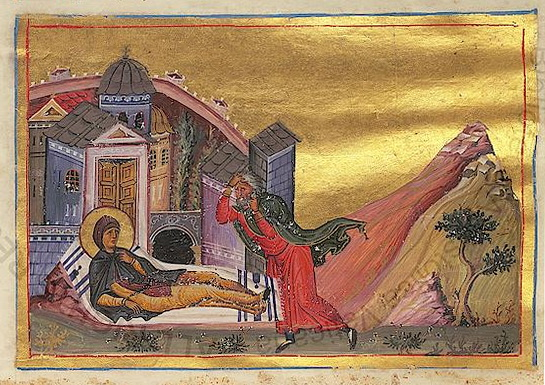
En mourant Euphrosine se révèle à son père. Miniature du Ménologe de Basile II.

Sa vie telle qu'elle est décrite dans les Vitae Patrum, comporte d'indéniables caractéristiques du roman hellénistique sentimental. Euphrosine est la fille unique et adulée d'un riche homme d'Alexandrie, née miraculeusement, alors que ses parents sont déjà âgés, par la grâce d'un moine en prière. Son père, Paphnuce, souhaite la marier à un riche jeune homme.
Ayant cependant déjà consacré sa vie à Dieu et pour ne pas rompre son vœu, elle s'habille comme un homme et prend le nom de « Smaragde », ou « Esmarade » (émeraude). Elle trouve refuge dans un monastère d'hommes à proximité, où elle endosse l'identité d'un eunuque. Dans les romans médiévaux sur la vie des saints, Esmarade est convoité par ses confrères, ce qui pousse l’abbé à  l’isoler, « pour que le jeune eunuque ne soumette personne à la tentation ».
Euphrosyne fait des progrès sur la voie d'une vie d'ascète. Elle est placée sous la direction de l'abbé, qui est également le même moine qui avait prié pour sa naissance.
Des années plus tard, lorsque Paphnuce fait appel à l'abbé pour le réconforter dans son deuil, l'abbé lui assigne les soins d'Euphrosine, toujours sous le couvert de l'identité de Smaragde. Paphnuce reçoit de sa propre fille, qu'il ne reconnaît pas, des conseils utiles et réconfortants. Euphrosine ne lui révèle qui elle est vraiment que lorsqu'elle est sur le point de mourir. Après l'avoir enterrée, Paphnuce renonce à tous ses biens, et devient un moine dans le même monastère. Il utilise l'ancienne cellule de sa fille jusqu'à sa mort dix ans plus tard,